# Куда бегут собаки (арт-группа)

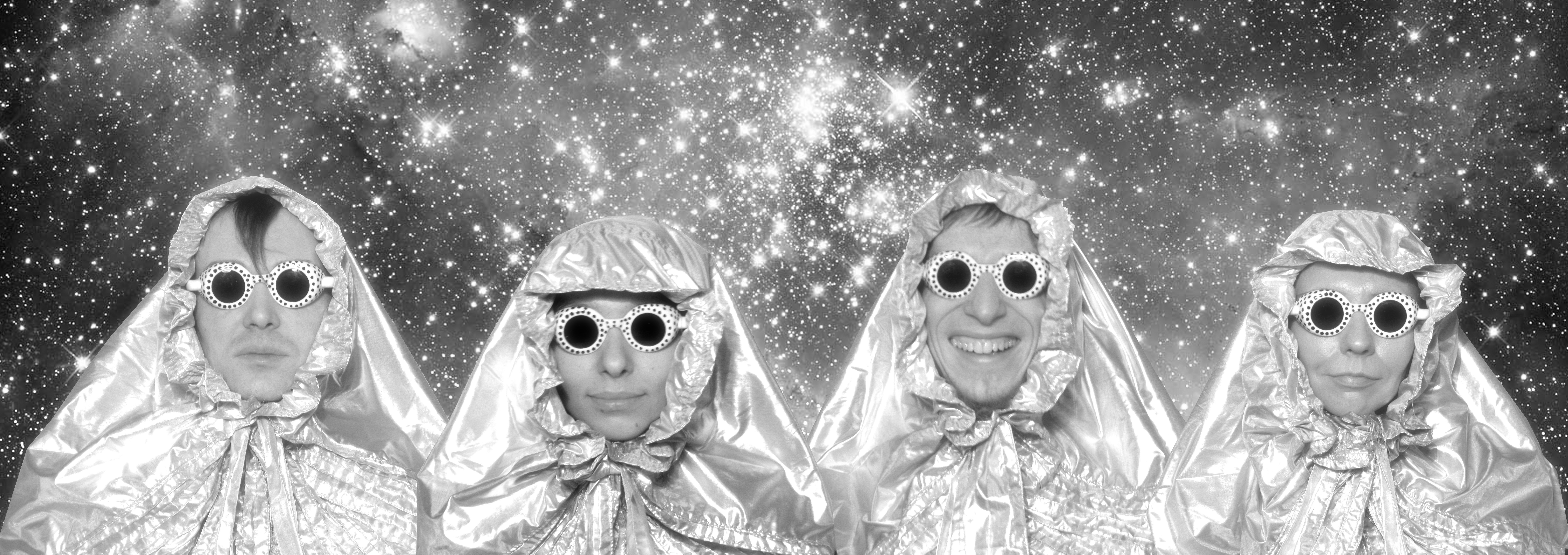

Куда бегут собаки — арт-группа, образованная в 2000 году в г.Екатеринбург. Участники группы: Алексей Корзухин (родился 18 ноября 1973 года в Свердловске), Владислав Булатов (родился 21 ноября 1975 года в Свердловске), Наталия Грехова (родилась 5 мая 1976 года в Каменске-Уральском), Ольга Иноземцева (родилась 12 декабря 1977 года в Ялуторовске). В 2018 году группа «Куда бегут собаки» вошла в Российский инвестиционный художественный рейтинг 49ART, представляющий выдающихся современных художников в возрасте до 50 лет.

## История группы
Коллектив собрался для создания выставки «Лабиринт», которая прошла в подвале школы одного из микрорайонов города. Выставка задумывалась как единственная для группы, состоялась она по инициативе Владимира Чёрного (более известного под именем Чёрт), который призвал участников «сделать, наконец, уже что-то», напечатав афиши за свой счет. Участники размещали афиши в городе так, чтоб их никто не заметил, но, несмотря на это, выставку посетило 7 зрителей.
Для выставки были придуманы и созданы «кавички» и «бабочата» — электро-механические существа, живущие только до тех пор, пока не сломаются.
Звуковую структуру выставки создавал Василий Кузнецов (DJ Future). В выставке также приняла участие перформативно-музыкальная команда «Девочка, не бойся!».
Начиная с этого момента участники группы «Куда бегут собаки» работают вместе и не создают сольных проектов.
Развитие «кавичков» и «бабочат» привело к созданию серии «Порнопедальные сны». Характерной чертой любого порнопедального сна является наличие бессмысленной розетки. Одна из работ этой серии — «Сон № 2» (2002)- бьющиеся мясорубки, постепенно убивающие друг друга и самих себя.
2001—2004 — серия «Антивиртуальные шлемы». Простые оптические устройства, задуманные для того, чтобы продемонстрировать, что то, какой мы видим и ощущаем реальность — всего лишь результат настроек, которые возможно изменить. Первый антивиртуальный шлем был сделан для коровы, он просто ограничивал ее поле зрения до туннеля.
2007 — «Вязание на спицах и крючком множества Мандельброта» — проект, начатый в арт-резиденции «Serde» (Айзпуте, Латвия) и продолжающийся несколько лет, не может быть завершенным по причине бесконечности множества. Авторы перевели в схему для вязания крючком формулу множества и передают право вязать это множество вязальщицам-перформерам. От чтения графической схемы по вязанию вязальщица постепенно переходит к чтению математических текстов. К январю 2017 года вязальщицы связали шесть точек множества и перешли к седьмой. Длина полотна достигла 140 метров.
2012 — Инсталляция «Лица запаха». Запах человека и запах окружающего его пространства втягивается в камеру с набором датчиков-газоанализаторов. На основе данных о составе пробы в камере, программа строит портрет, собирая лицо человека из набора черт в библиотеке полицейской программы для создания фоторобота. Зритель, чей запах был исследован, видит портрет своего запаха. Этот портрет не имеет отношения к внешности человека и связан только с его запахом и запахом окружающего пространства.
2014 — генеративная инсталляция «1,4,…19». Состоит из роботизированного бокса-лабиринта, камеры, проекции, компьютера, программного обеспечения и живой мыши. Мышь, проходя по лабиринту, на каждом перекрестке выбирает лишь один из вариантов, все остальные остаются нереализованными. Зритель видит не только реализованный путь, но и упущенные возможности в виде виртуальных мышей на проекции. Виртуальные мыши действуют самостоятельно и непредсказуемо. На каждом перекрестке мышь плодит виртуальные сущности. В момент, когда виртуальная мышь направляется на встречу реальной — в лабиринте между ними выдвигается стенка. Таким образом физическая реальность мыши поставлена в жесткую зависимость от виртуальной реальности. Но эта виртуальная реальность создается ее нереализованными возможностями. События, происходящие с реальной мышью, разворачиваются в плоскости лабиринта. События, происходящие с виртуальными мышами, разворачиваются во всех направлениях. Они одновременно и прошедшие и будущие события для живой мыши. Простая структура лабиринта сокращает количество возможных состояний мыши, что позволяет моделировать нереализованные варианты ее будущего и влиять на ее настоящее.
Основное направление деятельности группы — технологическое искусство: медиа-арт, видео-инсталляции, сайнс-арт, мехатроника, а также гибриды этих жанров и техник. Художники используют для создания своих работ цифровое прототипирование, робототехнику, элементы промышленного производства (лазерная резка, токарные, фрезерные работы, числовое программное управление) и различные другие технологии. Художники обращаются за консультациями и/или помощью к специалистам, необходимым для реализации проекта. В разное время в проектах группы принимали участие программисты: Сергей Машков (проекты «Оракул1», «Труба марсиан», «Сборщик», «Робокадило»), Илья Ширшов («Оракул 1»), Nexus, 144MLN («1,4,..19»), Денис Перевалов («Осадок», «Триалог», «Поля 2.1», «Лица запаха», «Порнопедальные сны. Сон № 3»), Василий Кузнецов («Оцифровка воды»), Николай Четверкин («Оцифровка воды 2.1»). Научными консультантами группы были: Сергей Леонардович Назаров (доцент, ведущий инженер, кафедра электро-техники и электро-технологических систем, УрФУ), Виктор Владимирович Орлов (астроном, ведущий научный сотрудник, профессор кафедры небесной механики СПбГУ, доктор физико-математических наук), Владимир Георгиевич Сурдин (старший научный сотрудник ГАИШ, доцент физического факультета МГУ), Владимир Яковлевич Шур (директор УЦКП СН, профессор, доктор физико-математических наук).

## Работы находятся в собраниях
- Государственная Третьяковская галерея, Москва.
- Государственный центр современного искусства
- Фонд ЗААРТ
- Частные коллекции во Франции и Австрии

## Персональные выставки
- 2016 — выставка «Die and Become! Art and Science as the Conjectured Possible»[1]. Центр современного искусства «Laznia», Гданьск, Польша
- 2016 — резиденция «Serde». Айзпуте, Латвия / прототип «Робокадило»
- 2016 — выставка «Полигоны». Главный медиа-центр, Сочи / инсталляция «Распределенный псевдо-голографический речевой поросенок ОРАКУЛ1»
- 2015 — выставка «GLOBALE: Exo-Evolution». ZKM Zentrum für Kunst und Medientechnologie Karlsruhe, Карлсруэ, Германия / инсталляция «Лица запаха»[2]
- 2015 — выставка «НАДЕЖДА/HOPE», Специальный проект 6-й Mосковской биеннале современного искусства. Трехгорная мануфактура, Москва / проект «Collector»
- 2015 — выставка «GLOBALE: Infosphere». ZKM Zentrum für Kunst und Medientechnologie Karlsruhe, Карлсруэ, Германия / инсталляция «Поля 2.1»
- 2015 — персональная выставка «Под присмотром». Галерея «Виктория», Самара
- 2014 — выставка номинантов премии Кандинского 2014. Кинотеатр «Ударник», Москва / «Триалог», «1,4…19», «Символизм в электросхемах»
- 2014 — персональная выставка «Регистратура». Музей PERMM, Пермь
- 2014 — персональная выставка «I FEEL U». Сибирский филиал ГЦСИ, Томск
- 2014 — персональная выставка «1,4..19»[3]. Уральский филиал ГЦСИ, Екатеринбург
- 2013 — персональная выставка «Триалог»[4]. Уральский филиал ГЦСИ, Екатеринбург
- 2011 — Мультимедиа Арт Музей, Москва / инсталляция «Поля 2»
- 2011 — выставка «Метель». Приволжский филиал ГЦСИ, Арсенал, Нижний Новгород
- 2010 — выставка «Эстетика VS информация». Клайпеда, Литва
- 2010 — выставка «Русские утопии». Центр современной культуры «Гараж», Москва
- 2007 — персональная выставка. Галерея OkNo, Челябинск
- 2006 — Арт-пространство «Spider&Mouse», Москва / видео-перформанс (.) или «Пейзаж, наблюдающий сам себя»
- 2006 — персональная выставка. Арткафе Валида, ЦВЗ, Пермь (в рамках проекта «VideoТочка»)
- 2001 — персональная выставка «Выставка рыб 2.0». ТЮЗ, Екатеринбург
- 2001 — персональная выставка «Выставка рыб». УРГУ, Екатеринбург
- 2000 — выставка «Лабиринт». Подвал школы, Екатеринбург

## Групповые выставки
- 2015 — выставка номинантов премии «Инновация» 2014. ГЦСИ, Москва / инсталляция «1,4…19»
- 2014—2015 — выставка «Квантовая запутанность». LABORATORIA Art & Science space, Москва / инсталляция «1,4…19»
- 2014 — Международная ярмарка современного искусства COSMOSCOW. ВМО Манеж, Москва / инсталляция «1,4…19»
- 2014 — выставка «Научный музей в XXI веке». Арсенал, Волго-Вятский филиал ГЦСИ, Нижний Новгород / инсталляция «Поля 2.1»
- 2014 — передвижной выставочный проект «Ниже-нижнего». Выставочный зал Манеж, Казанский Кремль, Казань / «Символизм в электросхемах. Велимир Хлебников»
- 2013 — выставка «Лаборатория льда», Специальный проект 5-й Mосковской биеннале современного искусства. LABORATORIA Art&Science space, Москва / видео «Триалог»
- 2013 — выставка «Музей современного искусства: Департамент труда и занятости», Специальный проект 5-й Mосковской биеннале современного искусства. Государственная Третьяковская галерея, Москва / «Символизм в электросхемах. Пушкин. Лорка. Хармс»
- 2013 — Музей-резиденция «Арткоммуналка. Ерофеев и другие», Коломна / инсталляция «Пауза»
- 2013 — выставка «Невесомость», Специальный проект 5-й Mосковской биеннале современного искусства. МВЦ «Рабочий и Колхозница», Москва / видео «Триалог»
- 2013 — выставка «Фронтир». LABORATORIA Art&Science space, Москва / инсталляция «Лица запаха», инсталляция «Бекленищево»
- 2013 — 5th edition of NARRACJE 2013. Гданьск, Польша / видео «Восход»
- 2013 — выставка «Искусство против географии». Музей современного искусства, Пермь / кинетическая инсталляция «Сон № 3»
- 2013 — выставка «Научный музей в XXI веке». Музей «Самара Космическая», Самара / инсталляция «Триалог»
- 2013 — выставка «Сопромат». Артплей Москва / интерактивная инсталляция «Поля 2.1»
- 2013 — «Зачарованный странник». Фестиваль современной культуры, Анадырь / кинетическая видео-инсталляция «Бекленищево»
- 2013 — тематическая экспозиция «Сны для тех, кто бодрствует». ММСИ, Москва / видео-инсталляция «Осадок»
- 2013 — премия TERNA 04, категория Connectivity. Tempio di Adriano, Рим, Италия / видео «Дорога»
- 2012 — выставка «Soft Control: искусство, наука и технологическое бессознательное». Словен Градец, Словения / интерактивная инсталляция «Поля 2.1»
- 2012 — Основной проект Второй индустриальной биеннале современного искусства. Екатеринбург / видео-перформанс (.) или «Пейзаж, наблюдающий сам себя»
- 2012 — выставка «Lost in transformation». Stadtgalerie Kiel, Киль, Германия / видео-инсталляция «Осадок»
- 2012 — «Русская выставка». Галерея Calvert22, Лондон, Великобритания / перформанс «Вязание на спицах и крючком множества Мандельбротта»
- 2012 — фестиваль «Ars Electronica 2012». Линц ,Австрия / видео-инсталляция «Осадок»
- 2012 — выставка «Пыль». LABORATORIA Art&Science space, Москва
- 2012 — выставка «Lexus Hybrid Art 2012». Артплей, Москва / гибрид-арт «Синергия», инсталляция «Лица запаха»[5]
- 2011 — выставка номинантов премии «Инновация» 2011. ГЦСИ, Москва
- 2011 — международный фестиваль медиаискусств Cyberfest / Киберфест. Центр Современного искусства имени С. Курехина, Санкт-Петербург / видео-инсталляция «Осадок»
- 2011 — Выставка победителей OpenCall, Симпозиум Pro & Contra. Центр дизайна Artplay, Москва / видео-инсталляция «Осадок»
- 2009 — 9-я красноярская музейная биеннале «Во глубине». Красноярск / «Порнопедальные сны. Сон № 3»
- 2011 — выставка «Иллюзион», Специальный проект 4-й Mосковской биеннале современного искусства. Приволжский филиал ГЦСИ, Арсенал, Нижний Новгород
- 2011 — выставка номинантов премии «Инновация» 2010. ГЦСИ, Москва
- 2009 — международный проект «Искусство места», 3-я московская биеннале современного искусства. ГЦСИ, Москва / объект «Зеркало»
- 2009 — 8-я красноярская биеннале «Даль». Красноярск / объект «Зеркало», «Антивиртуальные шлемы»
- 2008 — выставка «Молодые, агрессивные». Университет Искусств Мусасино, Токио, Япония / инсталляция «Порнопедальные сны 2», видео «Пейзаж, наблюдающий сам себя», объект «Антишансон»
- 2007 — Триеннале современной скульптуры. Феллбах, Германия / «Переносная мини-таможня»
- 2007 — Второй летний арт-лагерь «Мифы и технологии». Айзпуте, Латвия / workshop «Вязание на спицах и крючком множества Мандельброта и других математических функций», видео «Очевидное — Невероятное», инсталляция «Оцифровка воды»
- 2007 — выставка «Свидетели невозможного», спецпроект 2-й Московской биеннале современного искусства. Московский Центр Искусств, Москва / видео «Дорога»
- 2006 — 11 московский международный форум художественных инициатив «Выбор». МГВЗ «Новый Манеж», Москва / объект «Мичурин»
- 2006 — Фестиваль современного искусства «Говорящие памятники». Пермь / скульптура «Земля родит» в сквере имени Миндовского, скульптура «Прижизненный бюст Максиму Веревкину с посланием потомкам» в сквере Уральских добровольцев
- 2006 — Первый Пост-Советский Медиа-арт лагерь. Айзпуте, Латвия / «Символизм в электросхемах» — доклад, «Антишансон»
- 2006 — «М’АРСово ПОЛЕ». ЦСИ «М’АРС», Москва / проект «Бекленищево»
- 2005 — 8th international festival of independent artists «Break 2.3», Любляна, Словения / объект «Оцифровка воды»
- 2005 — выставка «Волготроника», «Культурная столица 2005». Ульяновск / инсталляция «Антивиртуальные шлемы»
- 2005 — 10 московский международный форум художественных инициатив «МЫ/WE». МГВЗ "Новый Манеж" Москва / объект «Мини-таможня»
- 2005 — Государственная Третьяковская галерея, Москва / кинетическая инсталляция «Зуд»
- 2005 — выставка «Человеческий проект», спецпроект 1-й Московской биеннале современного искусства. ЦДХ, Москва / инсталляция «Антивиртуальные шлемы»
- 2004 — «Длинные истории Екатеринбурга 2», Екатеринбург / проект «Оцифровка воды»
- 2004 — «Культурная столица 2004», Ижевск / кинетический объект «Крылья»
- 2004 — выставка «РАЙ/PARADISE», 9 московский международный форум художественных инициатив. ГВЗ «Новый Манеж», Москва / объект «Оцифровка воды»
- 2004 — 3-й Новосибирская межрегиональная выставка современного искусства «Игрушки». ДНК им. Г. Д. Заволокина, Новосибирск / «Антивиртуальные шлемы»
- 2004 — выставка «На курорт! Русское искусство сегодня». Kunstchale Baden-Baden, Баден-Баден, Германия / видео «Дорога»
- 2004 — «Длинные истории Екатеринбурга», Екатеринбург / проект «Oilindustryworker»
- 2003 — 2-й международный Канский видеофестиваль, Канск / видео «Дорога», «Паразиты», «Ты никому не должен», «Сходи куда-нибудь»
- 2003 — фестиваль молодого искусства «Стой! Кто идет?», Москва / инсталляция «Порнопедальные сны. Сон № 2»
- 2003 — Арт-форум художественных инициатив «Разведка искусством». Выставочный зал «Новый Манеж», Москва / видео «Дорога»
- 2003 — фестиваль «А_РЕАЛ 001. Искусство в общественных пространствах». Екатеринбургский филиал ГЦСИ, Екатеринбург / перформанс «Глаза болотных духов»
- 2002 — фестиваль молодого искусства «Стой! Кто идет?», Москва / инсталляция «Порнопедальные сны. Сон № 1»
- 2002 — фестиваль «Новое железное измерение», Пермь / скульптурный объект «Гагарин»